# Seh Barār
Seh Barār (persiska: سه برادر, Seh Barādar, سه برار) är en ort i Iran.   Den ligger i provinsen Semnan, i den centrala delen av landet, 100 km sydost om huvudstaden Teheran. Seh Barār ligger 862 meter över havet och antalet invånare är 131.
Terrängen runt Seh Barār är platt åt sydost, men åt nordväst är den kuperad. Terrängen runt Seh Barār sluttar söderut.Runt Seh Barār är det glesbefolkat, med 9 invånare per kvadratkilometer. Trakten runt Seh Barār består till största delen av jordbruksmark.